# Wood County (Texas)
Das Wood County ist ein County im Bundesstaat Texas der Vereinigten Staaten. Das U.S. Census Bureau hat bei der Volkszählung 2020 eine Einwohnerzahl von 44.843 ermittelt. Der Verwaltungssitz (County Seat) ist Quitman. Das County gehört zu den Dry Countys, was bedeutet, dass der Verkauf von Alkohol eingeschränkt oder verboten ist.

## Geographie
Das County liegt im Nordosten von Texas, jeweils etwa 50 km entfernt von Oklahoma und Arkansas. Es hat eine Fläche von 1802 Quadratkilometern, wovon 118 Quadratkilometer Wasserfläche sind. Es grenzt im Uhrzeigersinn an folgende Countys: Hopkins County, Franklin County, Upshur County, Smith County, Van Zandt County und Rains County.

## Geschichte
Wood County wurde 1850 aus Teilen des Van Zandt County gebildet. Benannt wurde es nach George Tyler Wood, dem 2. Gouverneur von Texas.

## Demografische Daten

Alterspyramide des Wood County

Nach der Volkszählung im Jahr 2000 lebten im Wood County 36.752 Menschen in 14.583 Haushalten und 10.645 Familien. Die Bevölkerungsdichte betrug 22 Einwohner pro Quadratkilometer. Ethnisch betrachtet setzte sich die Bevölkerung zusammen aus 89,11 Prozent Weißen, 6,12 Prozent Afroamerikanern, 0,55 Prozent amerikanischen Ureinwohnern, 0,20 Prozent Asiaten, 0,02 Prozent Bewohnern aus dem pazifischen Inselraum und 2,91 Prozent aus anderen ethnischen Gruppen; 1,09 Prozent stammten von zwei oder mehr Ethnien ab. 5,72 Prozent der Einwohner waren spanischer oder lateinamerikanischer Abstammung.
Von den 14.583 Haushalten hatten 26,7 Prozent Kinder oder Jugendliche, die mit ihnen zusammen lebten. 61,5 Prozent waren verheiratete, zusammenlebende Paare 8,2 Prozent waren allein erziehende Mütter und 27,0 Prozent waren keine Familien. 24,1 Prozent waren Singlehaushalte und in 13,2 Prozent lebten Menschen im Alter von 65 Jahren oder darüber. Die durchschnittliche Haushaltsgröße betrug 2,42 und die durchschnittliche Familiengröße betrug 2,85 Personen.
21,8 Prozent der Bevölkerung war unter 18 Jahre alt, 7,9 Prozent zwischen 18 und 24, 22,9 Prozent zwischen 25 und 44, 26,4 Prozent zwischen 45 und 64 und 20,9 Prozent waren 65 Jahre alt oder älter. Das Durchschnittsalter betrug 43 Jahre. Auf 100 weibliche Personen kamen 97,1 männliche Personen und auf 100 Frauen im Alter von 18 Jahren oder darüber kamen 95,1 Männer.
Das jährliche Durchschnittseinkommen eines Haushalts betrug 32.885 USD, das Durchschnittseinkommen einer Familie betrug 38.219 USD. Männer hatten ein Durchschnittseinkommen von 30.558 USD, Frauen 20.209 USD. Das Prokopfeinkommen betrug 17.702 USD. 10,8 Prozent der Familien und 14,3 Prozent der Einwohner lebten unterhalb der Armutsgrenze.

## Städte und Gemeinden
| - Alba - Golden - Hainesville - Hawkins | - Hoard - Jarvis College - Mineola - Oak Grove | - Quitman - Rock Hill - Stormville | - West Mineola - Winnsboro - Yantis |